# Kazimierz Marcinkiewicz
Pour les articles homonymes, voir Marcinkiewicz.
 (décembre 2017).
Si vous disposez d'ouvrages ou d'articles de référence ou si vous connaissez des sites web de qualité traitant du thème abordé ici, merci de compléter l'article en donnant les références utiles à sa vérifiabilité et en les liant à la section « Notes et références ».
Kazimierz Marcinkiewicz, né le 20 décembre 1959 à Gorzów Wielkopolski, est un homme d'État polonais.
Enseignant entre 1982 et 1989, il rejoint le syndicat Solidarność dès 1983. Il fonde l'Union chrétienne-nationale (ZChN) en 1989, occupant un poste de secrétaire d'État au ministère de l'Éducation entre 1992 et 1993.
Il se fait élire député à la Diète aux élections de 1997, exerce les fonctions de chef du cabinet politique du président du Conseil Jerzy Buzek entre 1999 et 2000, et participe à la création de Droit et justice (PiS) en 2001. Il en préside brièvement le groupe parlementaire.
À la suite de la victoire de PiS aux élections de 2005, il devient président du Conseil des ministres et forme un gouvernement minoritaire soutenu par les populistes agrariens, les nationaux-conservateurs catholiques et les démocrates-chrétiens. Il remet sa démission en juillet 2006, Jarosław Kaczyński lui succédant.
Il est nommé maire de Varsovie par intérim le 20 juillet 2006, mais échoue à l'élection municipale de novembre, la libérale Hanna Gronkiewicz-Waltz l'emportant au second tour.

## Formation
Il obtient un diplôme de chimie en 1984 à l'université de Wrocław, puis complète sa formation par un cursus d'administration publique à l'université Adam Mickiewicz de Poznań en 1992. Il a ensuite suivi diverses formations et entamé des études doctorales à l'université de Szczecin, sous la direction du professeur Teresa Lubińska, future ministre des Finances de son gouvernement.

## Carrière professionnelle
Professeur de mathématiques et de physique dans une école secondaire de Gorzów Wielkopolski entre 1982 et 1989, il en a ensuite été directeur adjoint pendant un an, puis proviseur jusqu'en 1992. Il a ensuite suspendu sa carrière jusqu'en 1994 alors qu'il est secrétaire d'État, avant de devenir responsable de la formation des enseignants à Gorzów Wielkopolski durant trois ans.

## Vie politique

### Débuts
Il adhère au syndicat libre Solidarność en 1983, alors que celui-ci est encore dans la clandestinité, et fonde deux ans plus tard le journal catholique Aspekty.Cette même année 1985, il entreprend d'éditer et de rédiger Pokolenie, la lettre de la société indépendante d'éducation.
En 1989, il participe à la création de l'Union chrétienne-nationale (ZChN), et se voit nommé secrétaire d'État au ministère de l'Éducation nationale en 1992, dans le gouvernement de Hanna Suchocka. À ce poste, il s'oppose notamment à l'introduction de l'éducation sexuelle dans les établissements scolaires. Il quitte l'exécutif dès l'année suivante, puis est élu en 1994 président de la ZChN dans la région de Gorzów Wielkopolski.
Aux législatives de 1997, il entre à la Diète polonaise, et est choisi deux ans plus tard pour occuper le poste de chef du cabinet politique du président du Conseil des ministres Jerzy Buzek. Il démissionne dès 2000, arguant de l'impossibilité de mettre en œuvre ses idées politiques.

### Adhésion à Droit et justice
Membre du groupe parlementaire de l'Alliance électorale Solidarité (AWS), il quitte en juin 2001 la ZChN et rejoint avec d'autres le nouveau parti conservateur et catholique Droit et justice (PiS) des frères jumeaux Jarosław et Lech Kaczyński. Il prend même la présidence du groupe à la Diète le 5 juillet suivant. Après le scrutin parlementaire du 23 septembre, il cède son poste à Jarosław Kaczyński.

### Président du Conseil des ministres

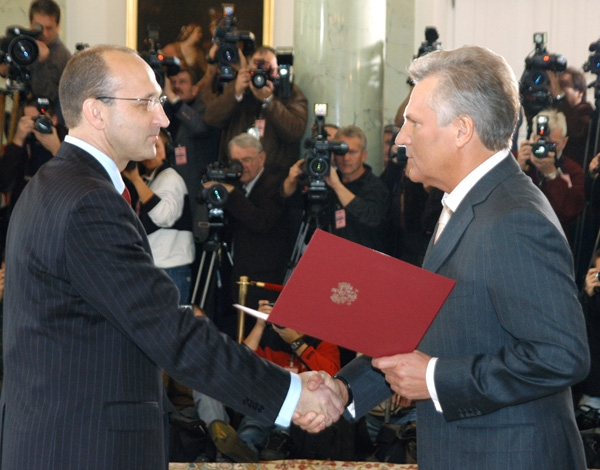
Kazimierz Marcinkiewicz et le président Aleksander Kwaśniewski, lors de la prestation de serment du gouvernement, en 2005.

Lors des élections législatives du 25 septembre 2005, le PiS s'impose en remportant 27 % des voix et 155 députés sur 460. Toutefois, afin de ne pas gêner son frère jumeau, candidat à l'élection présidentielle, Jarosław Kaczyński décide de ne pas briguer le poste de président du Conseil des ministres.
Le 27 septembre, le parti propose donc la candidature de Kazimierz Marcinkiewicz. Il est officiellement désigné pour ce poste par le président social-démocrate Aleksander Kwaśniewski le 19 octobre, et prête serment, avec son gouvernement douze jours plus tard. Il obtient la confiance de la Diète polonaise, grâce au soutien des Autodéfense de la république de Pologne (SRP) et des nationalistes de la Ligue des familles polonaises (LPR), le 10 novembre, et prend alors la tête d'un gouvernement minoritaire.
Il exerce l'intérim du ministère du Trésor du 4 janvier au 15 février 2006, à la suite de la démission d'Andrzej Mikosz. Le 5 mai, le PiS parvient à constituer une coalition gouvernementale avec le SRP et la LPR, ce qui donne au cabinet, désormais remanié afin d'inclure des ministres issus de ces deux formations, une majorité absolue de 245 députés et 59 sénateurs.
Il annonce le 7 juillet suivant au comité politique du parti son intention de démissionner. Immédiatement, la direction du PiS recommande qu'il soit remplacé par Jarosław Kaczyński. Le président Lech Kaczyński accepte sa démission trois jours plus tard, mais il doit attendre jusqu'au 14 juillet pour être effectivement remplacé par le frère jumeau du chef de l'État.

### Maire de Varsovie
Il est désigné quatre jours plus tard par le nouveau président du Conseil des ministres comme maire par intérim de Varsovie, sa nomination prenant effet le 20 juillet et mettant fin à son mandat de député. Il remplace alors Mirosław Kochalski, chargé de l'intérim depuis le 9 février, à la suite de l'accession à la présidence de la République de Lech Kaczyński le 23 décembre 2005.
Il se présente à sa succession dans le cadre des élections locales de novembre 2006. Il arrive en tête du premier tour en obtenant 38,4 % des voix, mais il doit s'incliner deux semaines plus tard avec 46,8 % des suffrages face à Hanna Gronkiewicz-Waltz, candidate de la Plate-forme civique (PO). Il remet ses pouvoirs à son adversaire le 2 décembre suivant, et se place en retrait de la vie politique.

## Carrière dans le privé
En 2007, ayant rejoint le secteur privé, il quitte Droit et justice. En 2013, il participe à la fondation du think tank Institut pour la pensée de l'État.
Il appelle au boycott de l'élection présidentielle polonaise de 2020 dans le contexte de la pandémie de coronavirus,.

## Vie privée
Il épouse Maria Marcinkiewicz en 1981. Ils ont quatre enfants : Maciej, né en 1982, Urszula, née un an plus tard, Stanisław, arrivé en 1987, et Piotr, né en 1995. Il divorce en 2009 pour se remarier avec Izabela Olchowicz (avant de se séparer en 2015).